# Toxcatl

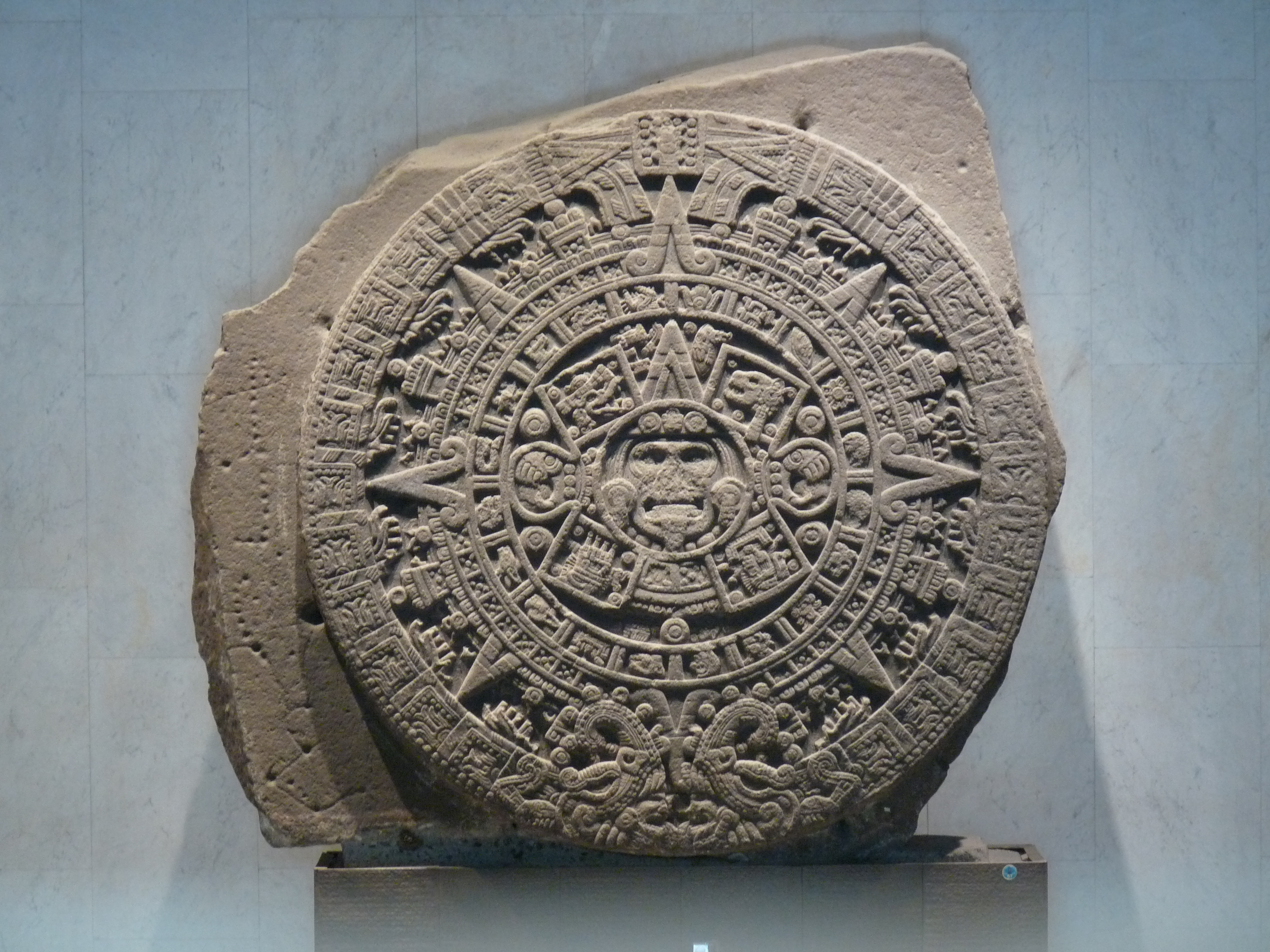
De Azteekse "Zonnesteen" laat elementen van de Azteekse kalender zien.

Toxcatl was de naam voor de vijfde twintig-dagen maand, ook wel "veintena", van de Azteekse kalender die ongeveer duurde van 5 tot 22 mei en was de naam van het festival wat elk jaar werd gehouden in deze maand. Het 'Festival van Toxcatl' was voor de god Tezcatlipoca en bevatte het offeren van een jonge man die een jaar lang gedaan had alsof hij de god was.
De zogenoemde Toxcatl-slachting, een keerpunt in de Spaanse verovering van Mexico, gebeurde toen de Spanjaarden, die als gasten werden getolereerd in Tenochtitlan, gedurende de festiviteiten rond Toxcatl de onvoorbereide Azteken begonnen aan te vallen en af te slachten. Dit veroorzaakte de uitbraak van openlijke vijandigheden tussen de Azteken en de Spanjaarden. En tijdens de Noche Triste een paar weken later vluchtten de Spanjaarden uit de stad.

## Kalender
De Azteekse kalender bestond uit twee aparte cycli - een van 260 dagen de tonalpohualli (dag-telling) en een van 365 dagen de xiuhpohualli (jaar-telling).
De 365-dagen xiuhpohualli bestaat uit 18 twintig-dagen maanden, ook wel veintenas genaamd, plus een extra vijf dagen aan het einde van het jaar. Sommige beschrijvingen van de Azteekse kalender zeggen dat het ook een schrikkeldag kende die ervoor zorgde dat de kalendercyclus jaar na jaar gelijk bleef aan de landbouwcyclus. Maar andere beschrijvingen spreken dit tegen en zeggen dat het schrikkeljaar onbekend was voor de Azteken en dat de correlatie van de maanden in de loop van het jaar zou veranderen.
In ieder geval weten we door beschrijvingen van de Spaanse conquistador die de festiviteiten van Toxcatl in 1521 bijwoonde dat het in dat jaar in onze maand mei viel.

## De naam
Volgens Fray Diego Durán komt de naamToxcatl van de Nahuatl zin toxcahuia wat "uitdrogen van dorst" betekent. Toxcatl betekent "droogte". Er zijn sinds die tijd vele andere vertalingen voorgesteld voor het woord Toxcatl - vele hebben te maken met de ketting van gegrild maïs die werd gedragen door de feestvierders gedurende het festiviteiten. De Azteken gebruikte ook de naam Tepopochtli (roken of beroken) om te refereren aan de maand van Toxcatl. De naam van de corresponderende maand in andere Meso-Amerikaanse culturen heeft betrekking op: rook, stoom of wolken. Het Otomí woord voor het feest was Atzbhipi, bhipi wat rook betekent. De Kaqchikel naam was Cibixic, wat "Rokerige wolk" betekende. En het Matlatzinca woord voor het feest was Unditini wat betekent "wij gaan maïs grillen".

## Notities
1. ↑  Volgens de interpretatie van de Azteeks kalender die ervan uitgaat dat ze overlappende jaren kende, die ervoor zorgde dat ze het festival elk jaar in hetzelfde landbouw seizoen konden houden.
2. ↑  Olivier 2003, pp. 196-7.